# Mário Bastos Manhães
Mário Bastos Manhães (Campos dos Goytacases, 2 de fevereiro de 1894 — ?, ?) foi um político brasileiro. Exerceu o mandato de deputado classista constituinte em 1934.
Mário Bastos Manhães nasceu no dia 2 de fevereiro de 1894 em Campo dos Goytacases. Era filho de Domingos Manhães Faísca e de Albertina Bastos Manhães. Descendia de uma tradicional família fluminense, cujos membros eram importantes figuras da nobreza brasileira.

Estudou em sua cidade natal, fazendo o curso secundário no Liceu de Humanidades de Campos. Posteriormente trabalhou como funcionário da Comissão de Saneamento do estado.